# Tom Bower
Thomas Ralph Bower (Denver, 3 de janeiro de 1938 – Los Angeles, 4 de junho de 2024) foi um ator norte-americano.

## Vida
No colegial, era um dos melhores jogadores de beisebol e pensava em seguir carreira no esporte, porém, em 1955 entrou para a "American Academy of Dramatic Arts", em Nova York, sendo colega de classe de Robert Redford. Após um breve curso no "John Cassavetes Shadows Workshop", foi escolhido por John Cassavetes para atuar em "Shadows", filme de 1959, no primeiro trabalho de Cassavetes como cineasta.
Atuou em mais de 80 peças teatrais e em mais de 100 produções cinematográfica e televisiva, tais como: "Two-Minute Warning", "Buffalo Soldiers", "Split Decisions", "Beverly Hills Cop II", "Nixon", "Appaloosa", "Digging for Fire", "Glass", "The Rockford Files", "Far from Home: The Adventures of Yellow Dog", "True Believer", "Gospel Hill", "The Negotiator", "The Bionic Woman", "The Waltons", "China Beach" ou "Criminal Minds".
Foi membro do comitê de indicação do "Sundance Institute" (realizador do Festival Sundance de Cinema) por muitos anos, sendo convidado diretamente por Robert Redford em 1981. Também foi participante ativo do Conselho Nacional de Diretores da "Screen Actors Guild".
Pelo conjunto de sua obra, em 2011 recebeu o prêmio "The Sophia" pelo "Syracuse International Film Festival".
Morreu no dia 4 de junho aos 86 anos.

## Filmografia

### Filmes
- 1976 Two-Minute Warning como Decker, S.W.A.T. Team Member
- 1978 The Dain Curse como Sergeant O'Gar
- 1978 The Winds of Kitty Hawk como William Tate
- 1982 The Ballad of Gregorio Cortez como Boone Choate
- 1984 Wildrose como Rick Ogaard
- 1984 Massive Retaliation como Kirk Fredericks
- 1985 The Lightship como Coop
- 1986 River's Edge como Detective Bennett
- 1987 Beverly Hills Cop II como Russ Fielding
- 1988 Split Decisions como Detective Walsh
- 1988 Distant Thunder como Louis
- 1989 True Believer como Cecil Skell
- 1989 Wired como Detective
- 1990 Die Hard 2 como Marvin
- 1991 Talent for the Game como Reverend Bodeen
- 1992 Aces: Iron Eagle III como DEA Agent Warren Crawford
- 1992 Raising Cain como Sergeant Cally
- 1993 Relentless 3 como Captain Phelan
- 1994 Against the Wall (Filme para TV) como Ed
- 1995 Far from Home: The Adventures of Yellow Dog como John Gale
- 1995 Georgia como Erwin Flood
- 1995 White Man's Burden como Stanley
- 1995 Nixon como Frank Nixon
- 1997 Buffalo Soldiers (Filme para TV) como General Pike
- 1998 Poodle Springs (Filme para TV) como Arnie Burns
- 1999 A Slipping-Down Life como Mr. Decker
- 2000 The Million Dollar Hotel como Hector
- 2000 Pollock como Dan Miller
- 2001 Going Greek como Bill
- 2001 Hearts in Atlantis como Len Files
- 2002 The Laramie Project (Filme para TV) como Father Roger Schmit
- 2002 High Crimes como FBI Agent Mullins
- 2002 The Badge como 'Bull' Hardwick
- 2005 The Amateurs como Floyd
- 2005 North Country como Gray Suchett
- 2006 The Hills Have Eyes como Gas Station Attendant
- 2006 Undoing como Don
- 2006 Three como Uncle Eugene Parson
- 2008 Familiar Strangers como Frank Worthington
- 2008 Appaloosa como Abner Raines
- 2008 Gospel Hill como Jack Herrod
- 2009 Bad Lieutenant: Port of Call New Orleans como Pat McDonagh
- 2009 For Sale by Owner como Sheriff O'Hare
- 2009 Crazy Heart como Bill Wilson
- 2010 The Killer Inside Me como Sheriff Bob Maples
- 2011 I Melt with You como Captain Bob
- 2013 Out of the Furnace como Dan Dugan
- 2014 13 Sins como Father
- 2014 The Ever After como Father O'Meara
- 2014 Runoff como Scratch
- 2015 Lamb como Foster
- 2018 Light of My Life como Tom
- 2019 El Camino: A Breaking Bad Movie como Lou
- 2019 Senior Love Triangle como William Selig
- 2020 Fully Realized Humans como Richard
- 2023 We Have a Ghost como Ernest Scheller

### Televisão
- The Rockford Files (1974–1976, 2 episódios) como Jeff Cooperman / Officer Hensley
- The Waltons (1975–1978, 26 episódios) como Dr. Curtis Willard / Rex Barker
- The Bionic Woman (1976, 1 episódio) como Ted Ryan
- Lou Grant (1979, 1 episódio) como Lind
- Barnaby Jones (1979, 1 episódio) como Baxter
- Hill Street Blues (1981–1986, 3 episódios) como De Petrus / Narcotics Cop
- Murder, She Wrote (1984, 1 episódio) como Jonathan Bailey
- Misfits of Science (1985, 1 episódio) como Jeffries
- Miami Vice (1985, 1 episódio) como detetive Carter
- China Beach (1990, Temporada 3 episódio 17 Thanks of a Grateful Nation) como Archie Winslow
- Love, Lies and Murder (1991) como Leverette
- The X-Files (1999, 7ª temporada, episódio 5) como Xerife Harden
- Roswell (1999–2000 Temporada 1, episódio 13) como Hubble
- The West Wing (2000, 1 episódio) como General Ed Barrie
- Cold Case (2005) como Curtis Collins 2005
- Monk   (2008, 1 episódio) como Bennie Wentworth
- It's Always Sunny in Philadelphia (2005–2012, 2 episódios) como Heinrich "Pop-Pop" Landgraf
- Criminal Minds (2013) como Damon Miller
- Lucky Hank (2023, 3 episódios) como Henry Devereaux Sr.